# بيرقلي
بيرقلي (بالفارسية: پیرقلی) هي مستوطنة تقع في تشارواماق الشرقية الريفية في إيران. يقدر عدد سكانها بـ 99 نسمة .